# Svarthättad bekard
Svarthättad bekard (Pachyramphus marginatus) är en fågel i familjen tityror inom ordningen tättingar.

## Utbredning och systematik
Svarthättad bekard delas in i två underarter:
- P. m. marginatus - förekommer i kustnära östra Brasilien (från Pernambuco till sydöstra São Paulo)
- P. m. nanus - förekommer från Colombia till Guyana, norra Bolivia och Amazonområdet (Brasilien)

## Status och hot
Arten har ett stort utbredningsområde, men tros minska i antal, dock inte tillräckligt kraftigt för att den ska betraktas som hotad. Internationella naturvårdsunionen IUCN listar arten som livskraftig (LC).